# Raczyński

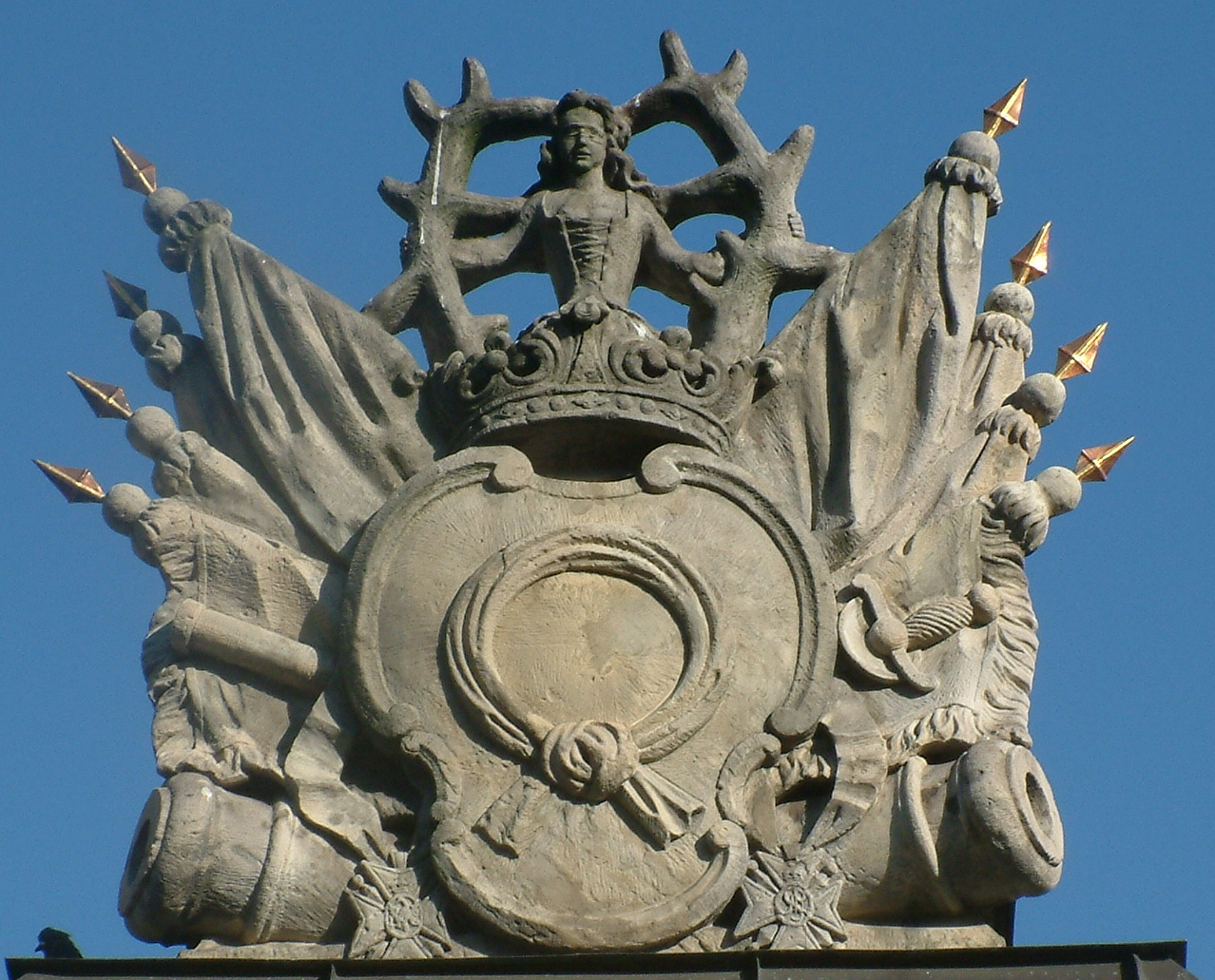
Das Wappen Nałęcz von Kazimierz Raczyński in Posen

Das Adelswappen der Familie von Raczyński, Nałęcz

Raczyński ist der Name eines bedeutenden polnischen Adelsgeschlechts (Magnaten der Szlachta), die weibliche Form des Namens lautet Raczyńska. Die Familie Raczyński gehörte der Wappengemeinschaft Nałęcz an. Sie waren eine polnische Uradelsfamilie mit einem kurländischen, in die Adelsmatrikel von Mitau eingetragenen, und einem westpolnischen Zweig in Großpolen. Sie stammten ursprünglich aus der Gegend von Wieluń, wo sie im Jahre 1541 zum ersten Mal erwähnt wurden.
Der Stammsitz der Familie befand sich seit dem 18. Jahrhundert in Rogalin nahe Posen.
Bekannte Mitglieder waren unter anderem:
- Michał Kazimierz Raczyński (1650–1737, Vater von Wiktor und Leon) Woiwode von Posen
- Wiktor Raczyński (1698–1764, Vater von Kazimierz)
- Leon Raczyński (1698–1755, Vater von Filip Nereusz)
- Graf Kazimierz Raczyński (1739–1824), polnischer General, Kronhofmarschall, Generalstarost von Großpolen, Abgeordneter zum Vierjährigen Sejm
- Graf Filip Nereusz Raczyński, (1747–1804, Vetter und Schwiegersohn von Kazimierz), polnischer General
- Graf Edward Raczyński, (1786–1845, Sohn von Filip Nereusz), Schriftsteller, Philanthrop, Mäzen
- Graf Atanazy Raczyński, (1788–1874, Sohn von Filip Nereusz), Diplomat, Kunstmäzen
- Graf Karol Edward Raczyński (1817–1899, Sohn von Atanazy), Bauherr der Villa Raczyński in Bregenz
- Graf Roger Maurycy Raczyński, (1820–1864, Sohn von Edward), polnischer Staatsmann
- Graf Edward Aleksander Raczyński, (1847–1926, Sohn von Roger Maurycy), Mäzen
- Graf Roger Adam Raczyński, (1889–1945, Sohn von Edward Aleksander), Diplomat, Wojewode von Posen
- Graf Edward Raczyński, (1891–1993, Sohn von Edward Aleksander), Staatspräsident von Polen im Exil
- Wincenty Raczyński  (1771–1857), Begründer des kurländischen Zweiges der Familie der Raczyński
- Joseph Graf Raczyński (1914–1999), deutscher Kunsthistoriker und Kulturpolitiker

## Literatur

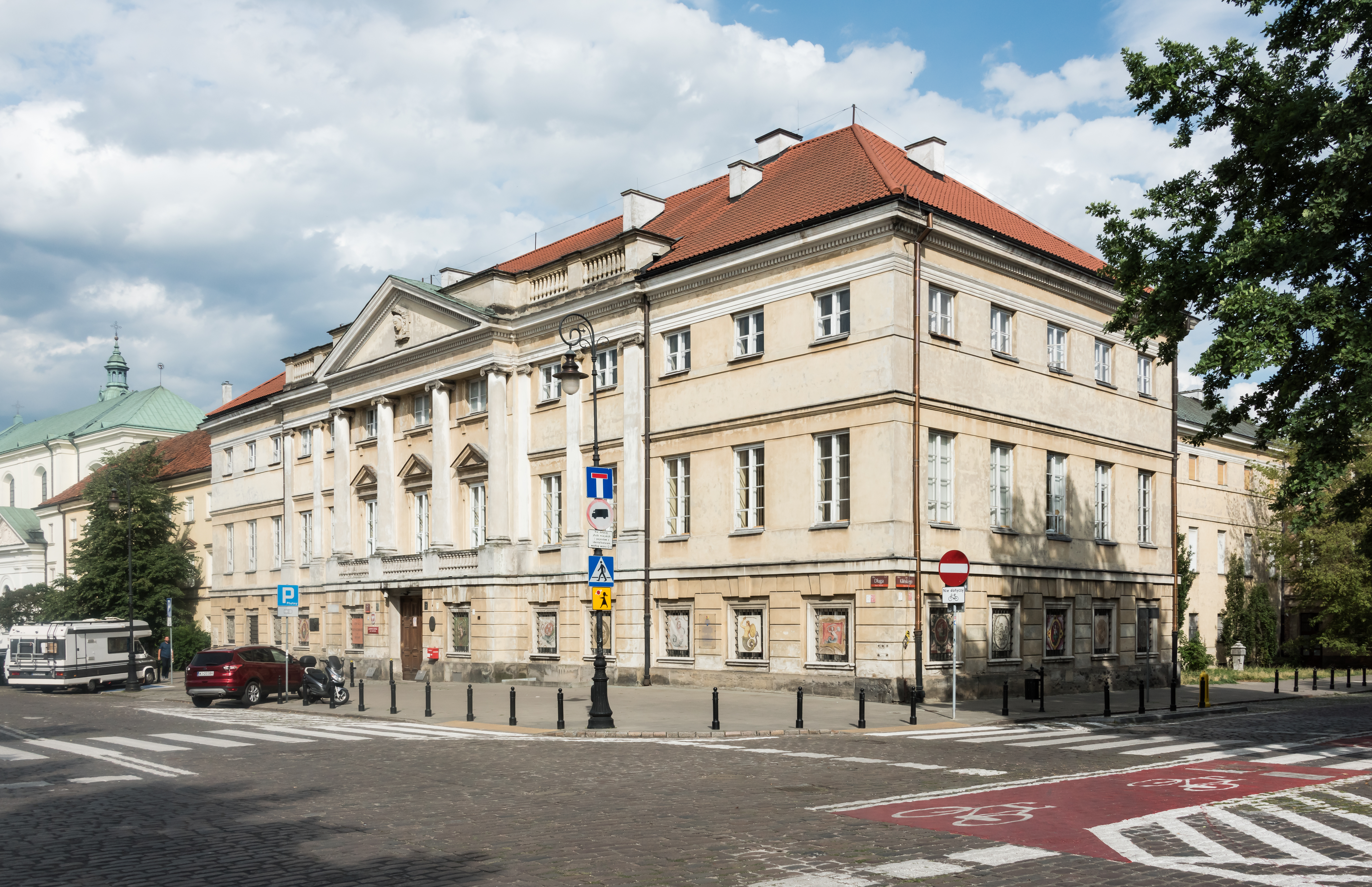
Raczyński-Palast in Warschau
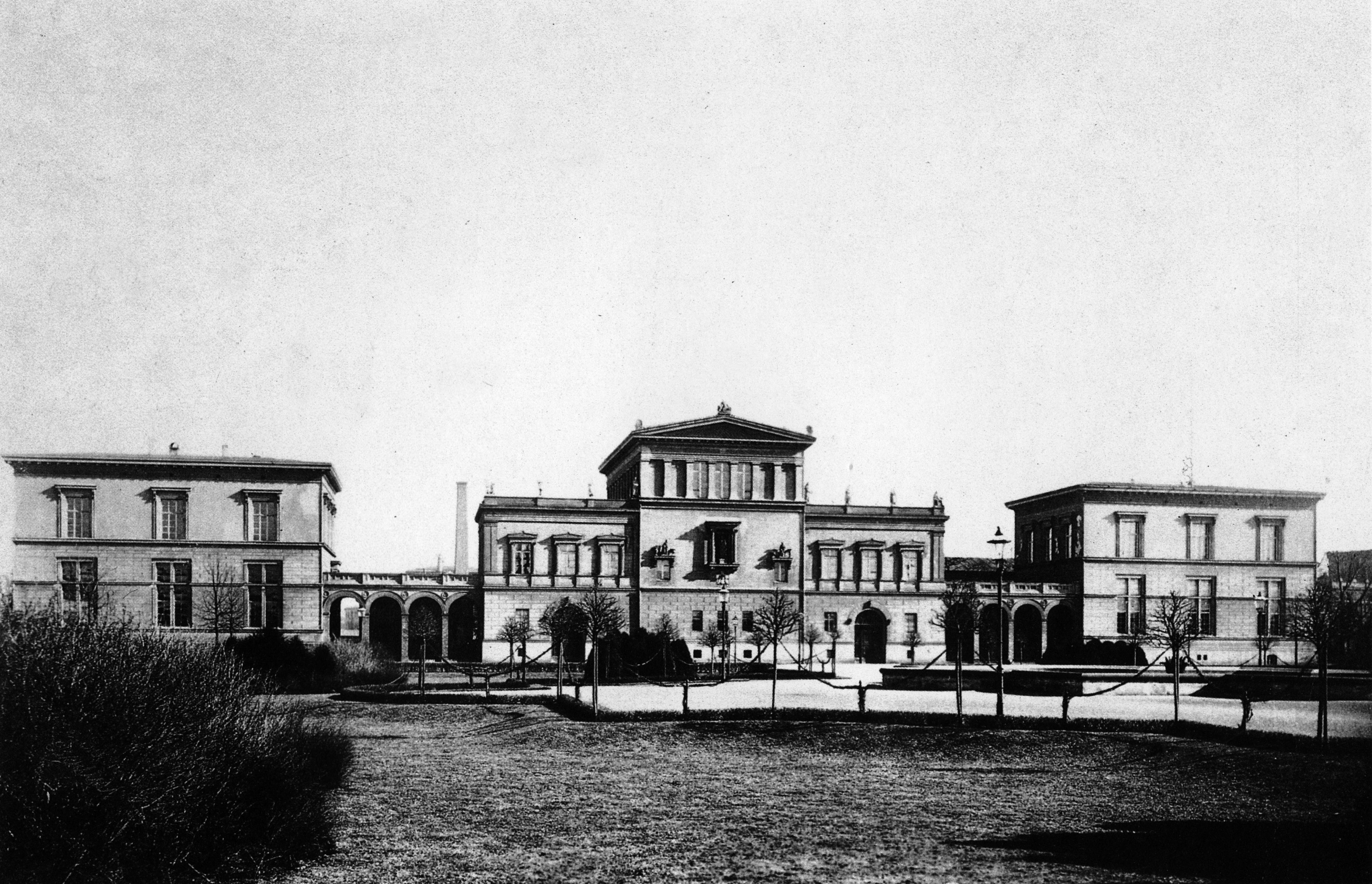
Palais Raczyński in Berlin 1844–1884
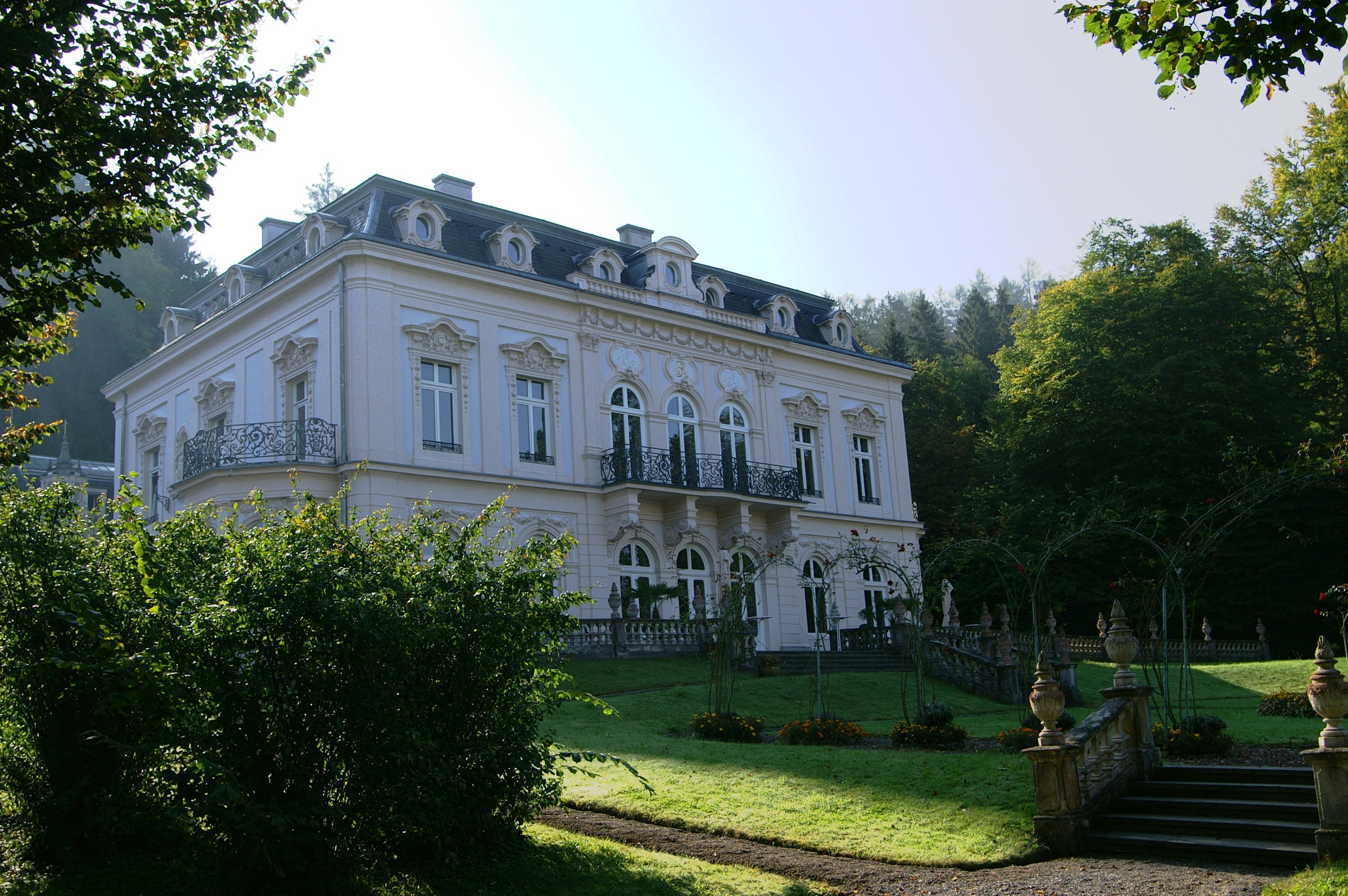
Villa Raczyński in Bregenz, Marienberg